# Éterpigny (Somme)
Pour les articles homonymes, voir Éterpigny.
Éterpigny est une commune française située dans le département de la Somme en région Hauts-de-France.

## Géographie

### Localisation

#### Communes limitrophes
|         | Péronne           |      |
| Barleux | Éterpigny         | Brie |
|         | Villers-Carbonnel |      |

### Description
Éterpigny   est un village rural picard du Santerre situé à cinq kilomètres au sud de Péronne (Somme), 27 km à l'ouest de Saint-Quentin et à 45 km à l'est d'Amiens. La commune, de forme sensiblement triangulaire, est limitée au sud par l'ex-RN 29 (actuelle RD 1029), à l'est par l'ex-Route nationale 17 (France) (actuelle RD 917) et à l'ouest par le Somme, le canal de la Somme et leurs zones humides.
La Véloroute de la vallée de la Somme, qui longe le canal de la Somme sur 160 km, traverse la commune.
En 2019, Éterpigny  est desservi par les autocars du réseau inter-urbain Trans'80, Hauts-de-France (ligne no 44, Montdidier - Chaulnes - Péronne - Roisel et ligne no 50, Péronne - Matigny - Ham).
Le relief de la commune est celui d'un plateau légèrement incliné vers la Somme à l'est et vers des marécages à l'ouest. Le sol de la commune est de formation quaternaire reposant sur une formation crétacé. Le limon des plateaux est pour un quart de la superficie communale argilo-siliceux et pour les trois quarts composé de terre franche.

### Hydrographie

#### Réseau hydrographique
La commune est située dans le bassin Artois-Picardie. Elle est drainée par la rivière Somme , la Somme canalisée, la Motte, le ruisseau de la Fontaine des Billes, le fleuve la Somme et divers autres petits cours d'eau.
La Somme est un fleuve du nord de la France, en région Hauts-de-France, qui traverse les deux départements de l'Aisne et de la Somme. Il prend sa source dans la commune de Fonsomme et se jette  dans la Manche par la baie de Somme entre Le Crotoy et Saint-Valery-sur-Somme. Les caractéristiques hydrologiques de la Somme sont données par la station hydrologique située sur la commune. Le débit moyen mensuel est de 6,5 m3/s. Le débit moyen journalier maximum est de 20 m3/s, atteint lors de la crue du 9 mars 2024. Le débit instantané maximal est quant à lui de 20,2 m3/s, atteint le même jour.
Le canal de la Somme, construit entre 1770 et 1827, et mis au gabarit Freycinet en 1880, est long 170 km. Il débute à Saint-Simon où il touche au canal de Saint-Quentin et débouche dans la baie de Somme.

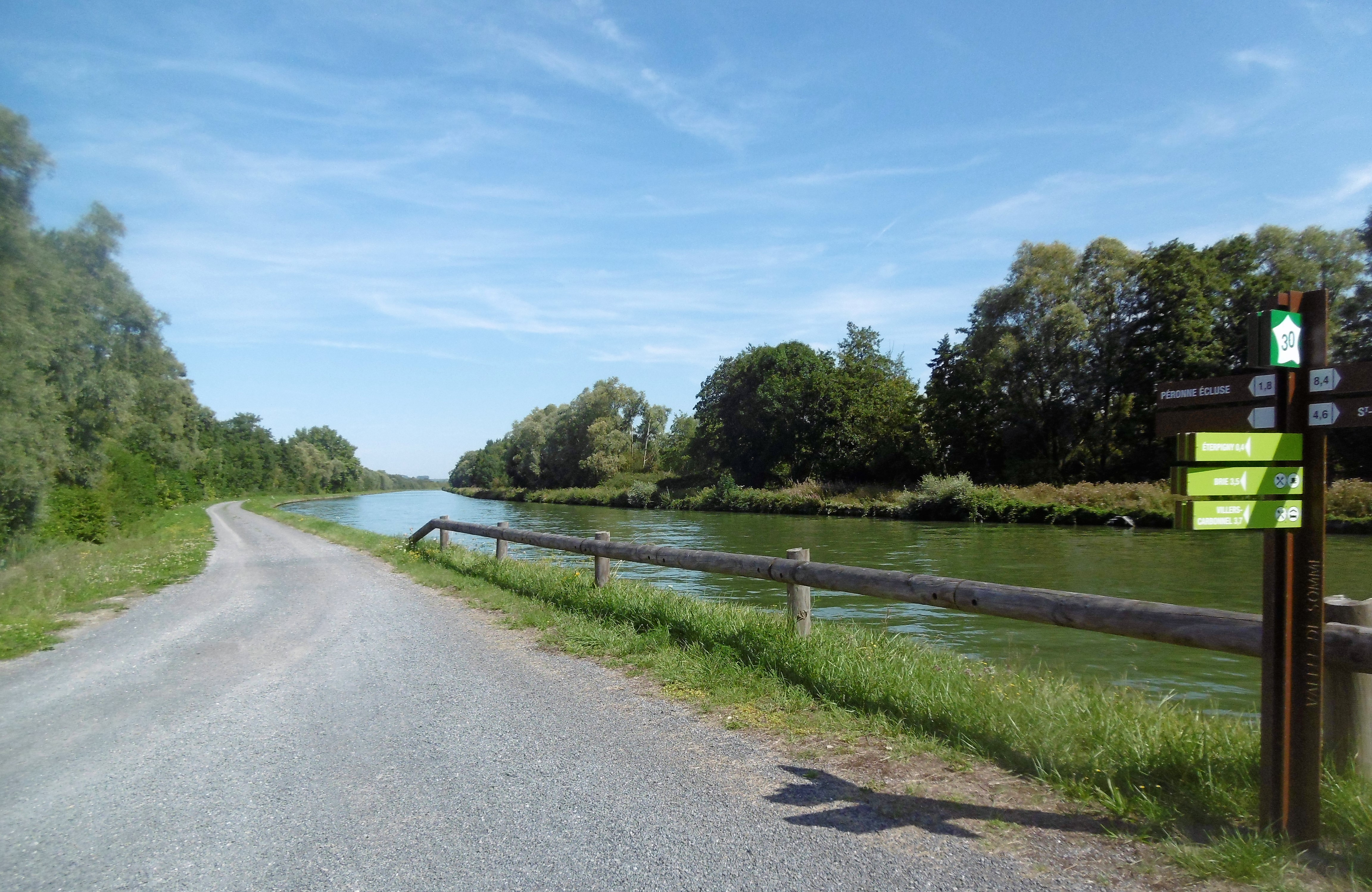
Le canal de la Somme et la Véloroute de la Vallée de la Somme.
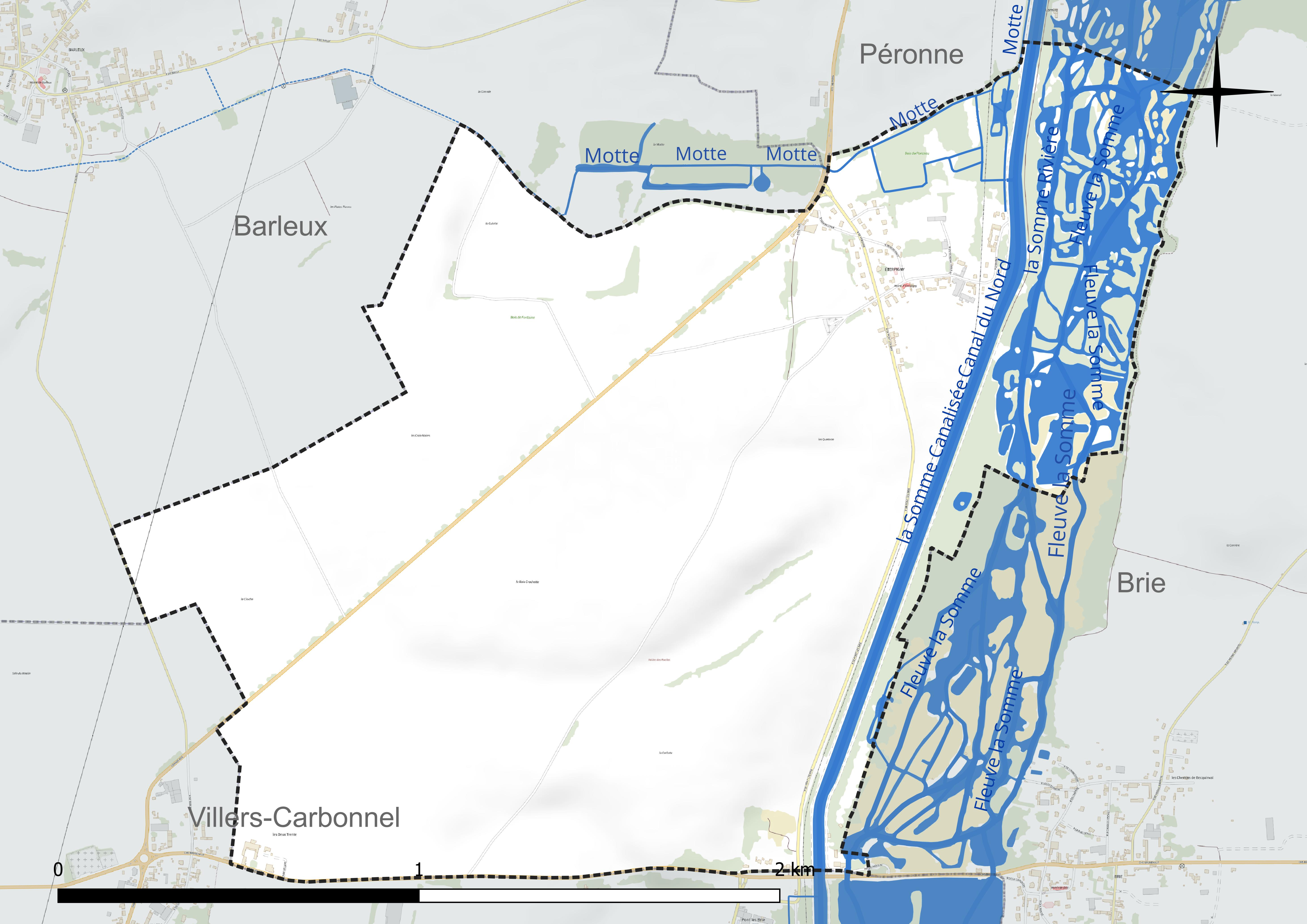
Réseau hydrographique d'Éterpigny.

#### Gestion et qualité des eaux
Le territoire communal est couvert par le schéma d'aménagement et de gestion des eaux (SAGE) « Haute Somme ». Ce document de planification concerne un territoire de 1 798 km2 de superficie, délimité par le bassin versant de la Haute Somme est constitué d'un réseau hydrographique complexe de cours d'eau, de marais, d'étangs et de canaux. Le périmètre a été arrêté le 21 avril 2006 et le SAGE proprement dit a été approuvé le 15 juin 2017. La structure porteuse de l'élaboration et de la mise en œuvre est le syndicat mixte d'aménagement hydraulique du bassin versant de la Somme (AMEVA).
La qualité des cours d'eau peut être consultée sur un site dédié géré par les agences de l'eau et l'Agence française pour la biodiversité.

### Climat
Pour des articles plus généraux, voir Climat des Hauts-de-France et Climat de la Somme.
En 2010, le climat de la commune est de type climat océanique dégradé des plaines du Centre et du Nord, selon une étude du CNRS s'appuyant sur une série de données couvrant la période 1971-2000. En 2020, Météo-France publie une typologie des climats de la France métropolitaine dans laquelle la commune est exposée à un climat océanique et est dans la région climatique Nord-est du bassin Parisien, caractérisée par un ensoleillement médiocre, une pluviométrie moyenne régulièrement répartie au cours de l'année et un hiver froid (3 °C).
Pour la période 1971-2000, la température annuelle moyenne est de 10,5 °C, avec une amplitude thermique annuelle de 14,6 °C. Le cumul annuel moyen de précipitations est de 671 mm, avec 11,6 jours de précipitations en janvier et 8,8 jours en juillet. Pour la période 1991-2020, la température moyenne annuelle observée sur la station météorologique la plus proche, située sur la commune d'Estrées-Mons à 6 km à vol d'oiseau, est de 11,0 °C et le cumul annuel moyen de précipitations est de 647,5 mm,. Pour l'avenir, les paramètres climatiques de la commune estimés pour 2050 selon différents scénarios d'émission de gaz à effet de serre sont consultables sur un site dédié publié par Météo-France en novembre 2022.

## Urbanisme

### Typologie
Au 1er janvier 2024, Éterpigny est catégorisée commune rurale à habitat dispersé, selon la nouvelle grille communale de densité à sept niveaux définie par l'Insee en 2022.
Elle est située hors unité urbaine. Par ailleurs la commune fait partie de l'aire d'attraction de Péronne, dont elle est une commune de la couronne,. Cette aire, qui regroupe 52 communes, est catégorisée dans les aires de moins de 50 000 habitants,.

### Occupation des sols
L'occupation des sols de la commune, telle qu'elle ressort de la base de données européenne d'occupation biophysique des sols Corine Land Cover (CLC), est marquée par l'importance des territoires agricoles (81,7 % en 2018), une proportion identique à celle de 1990 (81,7 %). La répartition détaillée en 2018 est la suivante : 
terres arables (70 %), zones humides intérieures (8,8 %), zones agricoles hétérogènes (8,6 %), eaux continentales (4,8 %), forêts (4,3 %), prairies (3,1 %), zones urbanisées (0,5 %). L'évolution de l'occupation des sols de la commune et de ses infrastructures peut être observée sur les différentes représentations cartographiques du territoire : la carte de Cassini (XVIIIe siècle), la carte d'état-major (1820-1866) et les cartes ou photos aériennes de l'IGN pour la période actuelle (1950 à aujourd'hui).

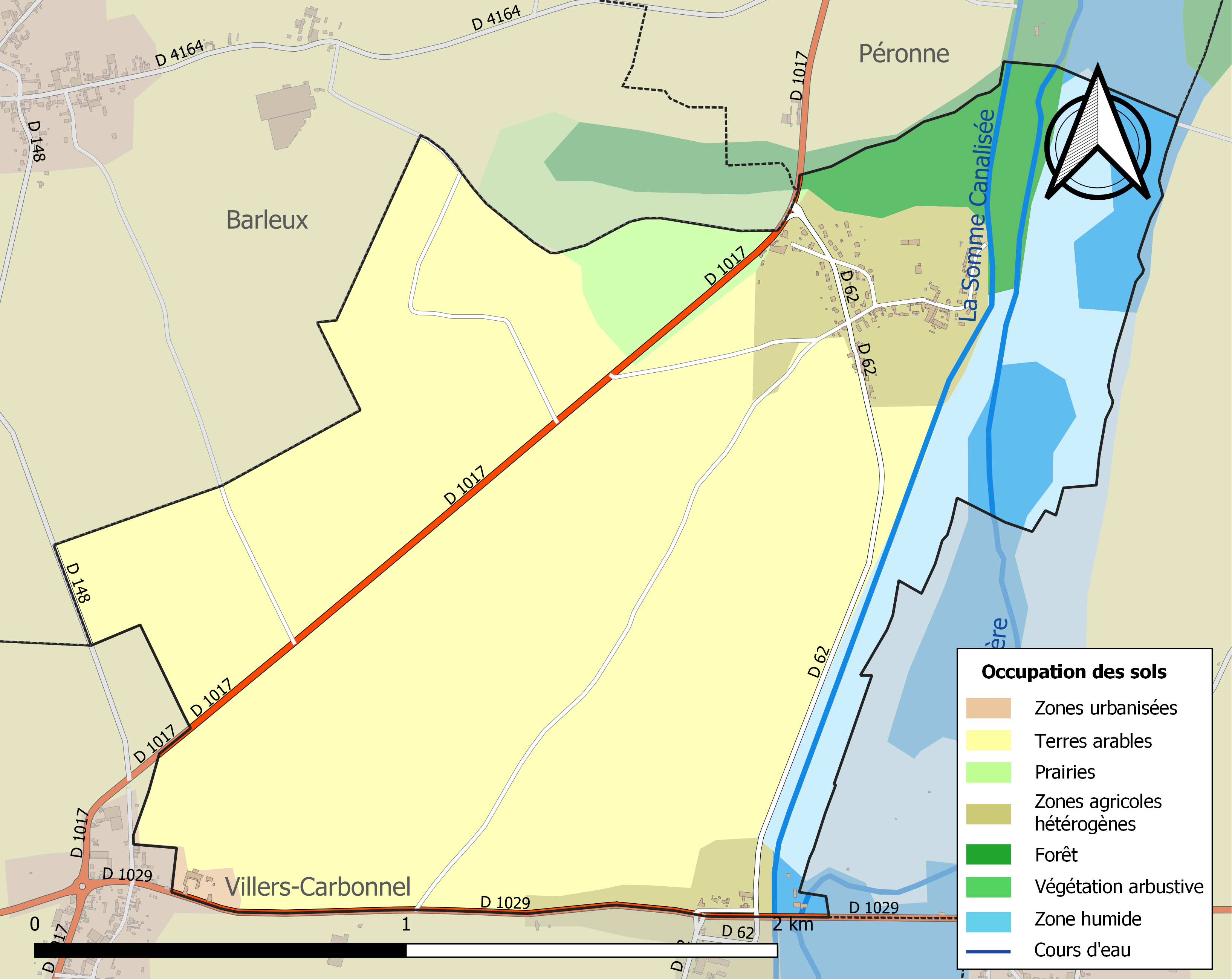
Carte des infrastructures et de l'occupation des sols de la commune en 2018 (CLC).

## Toponymie
On trouve plusieurs formes pour désigner Éterpigny, dans les textes anciens : Sterpiniacum en 977 ; Strepenni en 1046 ; Sterpigni en 1100 ; Esterpegni en 1134 ; Stripeium en 1147 ; Esterpinniacum en 1150 ; Sterpenni en 1180 ; Sterpengi en 1190 venant du latin Sterpiniacum, Stirpiniacum et Sterignolium.

Du latin stirps « souche » et du suffixe -iacum : « lieu couvert de souches » ou de racines, qui a également donné le verbe extirper,.

## Histoire

### Antiquité
L'archéologie aérienne et des fouilles réalisées en préalable à la construction d'une plateforme de déchargement portuaire sur le futur canal Seine-Nord Europe ont révélé la présence d'une villa gallo-romaine sur le territoire de la commune, et deux vases à décor zoomorphe ont été mis au jour lors de la fouille d'Éterpigny-Barleux. Ils sont issus d'une tombe monumentale de la fin de l'époque gauloise.

### Moyen Âge
Ce serait à Éterpigny que la reine Bathilde et son fils Clotaire III auraient signé la charte de fondation de l'Abbaye Saint-Pierre de Corbie au VIIe siècle.
Il est fait mention de l'existence d'une église à Éterpigny dès 977, qui est donnée en 1134 au prieur de Cappy — qui nommait dont le curé —, par une charte de  Simon Ier de Vermandois, évêque de Noyon.

### Les Hospitaliers
En 1158, l'évêque de Noyon-Tournai, Baudoin II de Boulogne, confirme la donation d'une terre faite par le comte de Vermandois Raoul Ier aux religieux de l'ordre de Saint-Jean de Jérusalem qui y fondent une commanderie. En 1177, Philippe d'Alsace et Élisabeth de Vermandois, son épouse, ratifièrent cette donation.
En 1311, la suppression de l'ordre du Temple conduit à la réunion des biens de cet ordre avec ceux de l'ordre des Hospitaliers de l'ordre de Saint-Jean de Jérusalem. La commanderie d'Eterpigny reçoit une maison à Saint-Quentin, les seigneuries du Catelet et de Montescourt, de Passel près de Noyon etc. avec dîmes, terres y afférentes,...
En 1316, Nicolas de la Rivière, commandeur d'Éterpigny conclut un accord avec les chapitres canoniaux du diocèse de Noyon au sujet des prébendes laissées vacantes du fait de la suppression de l'ordre des Templiers dont la commanderie d'Éterpigny voulait conserver les revenus.

### Époque moderne
En 1536, pendant le siège de Péronne, Jean d'Humières commandeur d'Éterpigny parvient à entrer dans Péronne avec un important chargement de vivres mais il est tué par un coup de canon.
Cent ans après, en 1636, lors de la guerre de Trente Ans, Éterpigny souffre des invasions espagnoles.

### Époque contemporaine
Au cours de la guerre franco-allemande de 1870, Éterpigny a souffert des réquisitions en argent et en nature que les Prussiens ont imposées aux habitants.
Éterpigny a été desservie par une gare  de 1873 à 1970, située sur la ligne de Saint-Just-en-Chaussée à Douai, qui facilitait le déplacement des personnes et le transport des marchandises.

La commanderie d'Éterpigny avant la Première Guerre mondiale
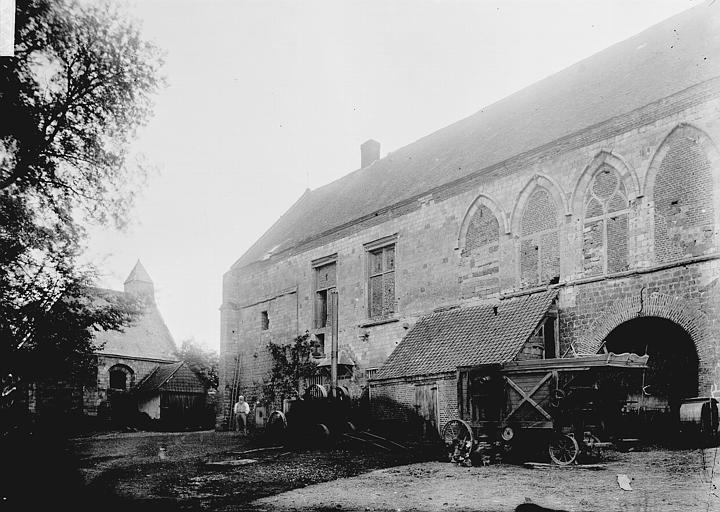
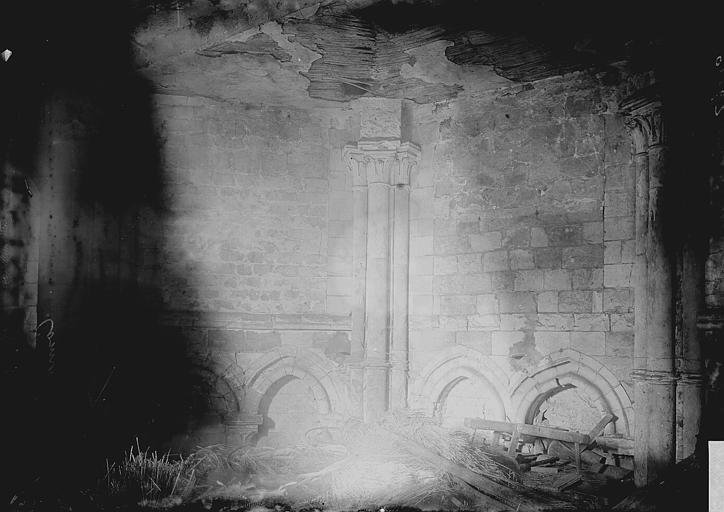
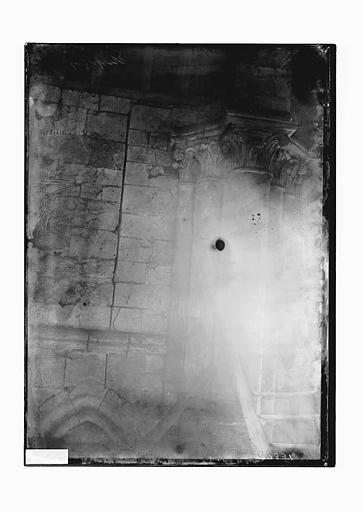

Le village est considéré comme détruit à la fin de la  Première Guerre mondiale et a  été décoré de la Croix de guerre 1914-1918, le 27 octobre 1920.

## Politique et administration
| Période                                  | Période                      | Identité         | Étiquette | Qualité                                |
| ---------------------------------------- | ---------------------------- | ---------------- | --------- | -------------------------------------- |
| Les données manquantes sont à compléter. |                              |                  |           |                                        |
| mars 2001                                |                              | Jean-Luc Maerten |           | Décédé en cours de 2e mandat 2008-2014 |
| Élu pour la fin du mandat 2008-2014      | En cours (au 8 octobre 2020) | Nicolas Prousel  |           | Réélu pour le mandat 2020-2026,        |

## Démographie
L'évolution du nombre d'habitants est connue à travers les recensements de la population effectués dans la commune depuis 1793. Pour les communes de moins de 10 000 habitants, une enquête de recensement portant sur toute la population est réalisée tous les cinq ans, les populations de référence des années intermédiaires étant quant à elles estimées par interpolation ou extrapolation. Pour la commune, le premier recensement exhaustif entrant dans le cadre du nouveau dispositif a été réalisé en 2006.

En 2022, la commune comptait 168 habitants, en évolution de −2,89 % par rapport à 2016 (Somme : −1,26 %, France hors Mayotte : +2,11 %).
| 1793 | 1800 | 1806 | 1821 | 1831 | 1836 | 1841 | 1846 | 1851 |
| ---- | ---- | ---- | ---- | ---- | ---- | ---- | ---- | ---- |
| 204  | 190  | 209  | 231  | 241  | 258  | 275  | 279  | 277  |

| 1856 | 1861 | 1866 | 1872 | 1876 | 1881 | 1886 | 1891 | 1896 |
| ---- | ---- | ---- | ---- | ---- | ---- | ---- | ---- | ---- |
| 240  | 266  | 218  | 205  | 216  | 208  | 214  | 200  | 204  |

| 1901 | 1906 | 1911 | 1921 | 1926 | 1931 | 1936 | 1946 | 1954 |
| ---- | ---- | ---- | ---- | ---- | ---- | ---- | ---- | ---- |
| 197  | 200  | 198  | 130  | 154  | 180  | 169  | 140  | 144  |

| 1962 | 1968 | 1975 | 1982 | 1990 | 1999 | 2006 | 2011 | 2016 |
| ---- | ---- | ---- | ---- | ---- | ---- | ---- | ---- | ---- |
| 129  | 124  | 143  | 167  | 185  | 184  | 176  | 175  | 173  |

| 2021 | 2022 | - | - | - | - | - | - | - |
| ---- | ---- | - | - | - | - | - | - | - |
| 165  | 168  | - | - | - | - | - | - | - |

## Économie
L'agriculture demeure l'activité dominante de la commune.

## Culture locale et patrimoine

### Lieux et monuments
- Église Saint-Médard.
- Monument aux morts.

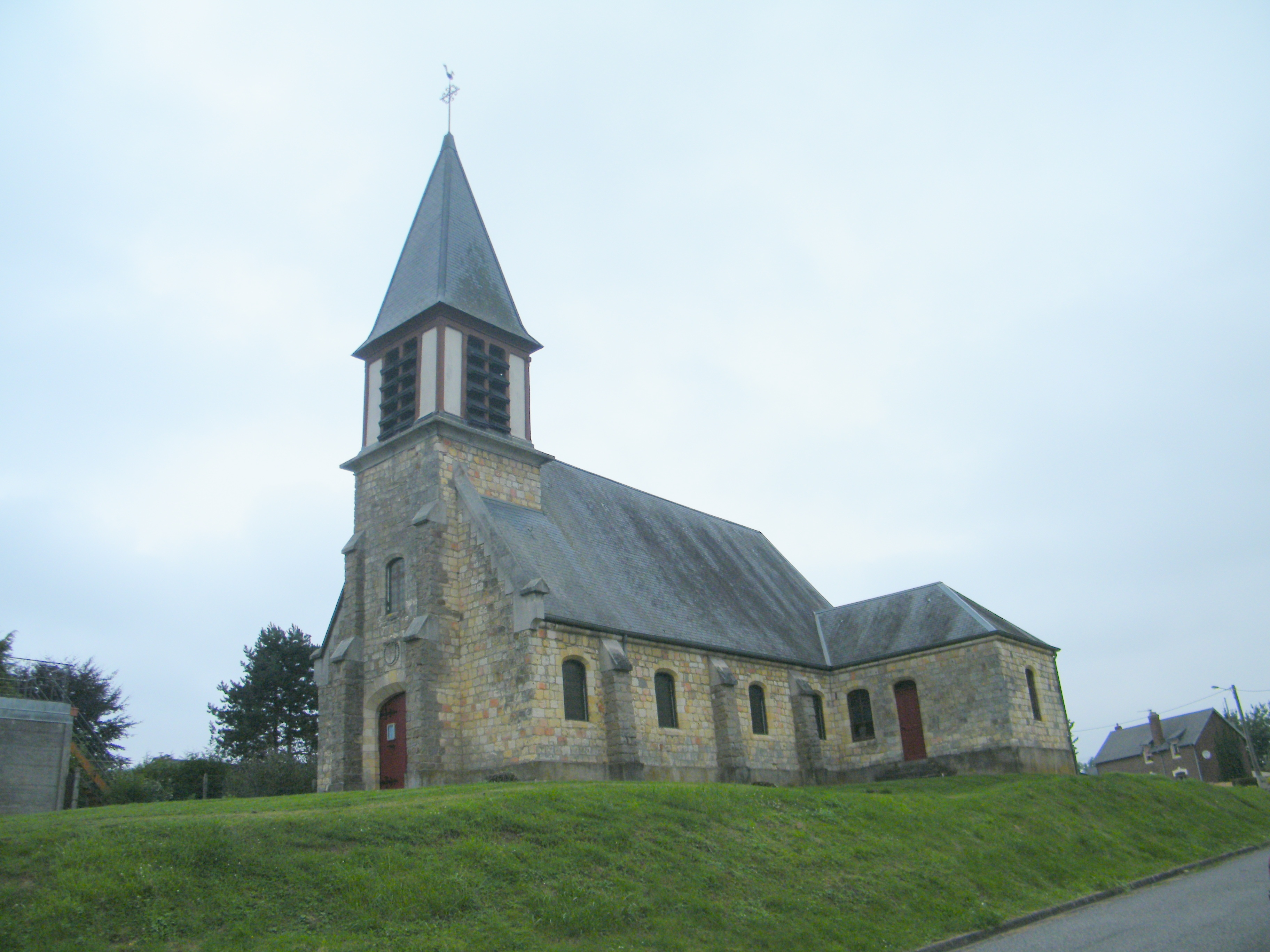
L'église Saint-Médard.
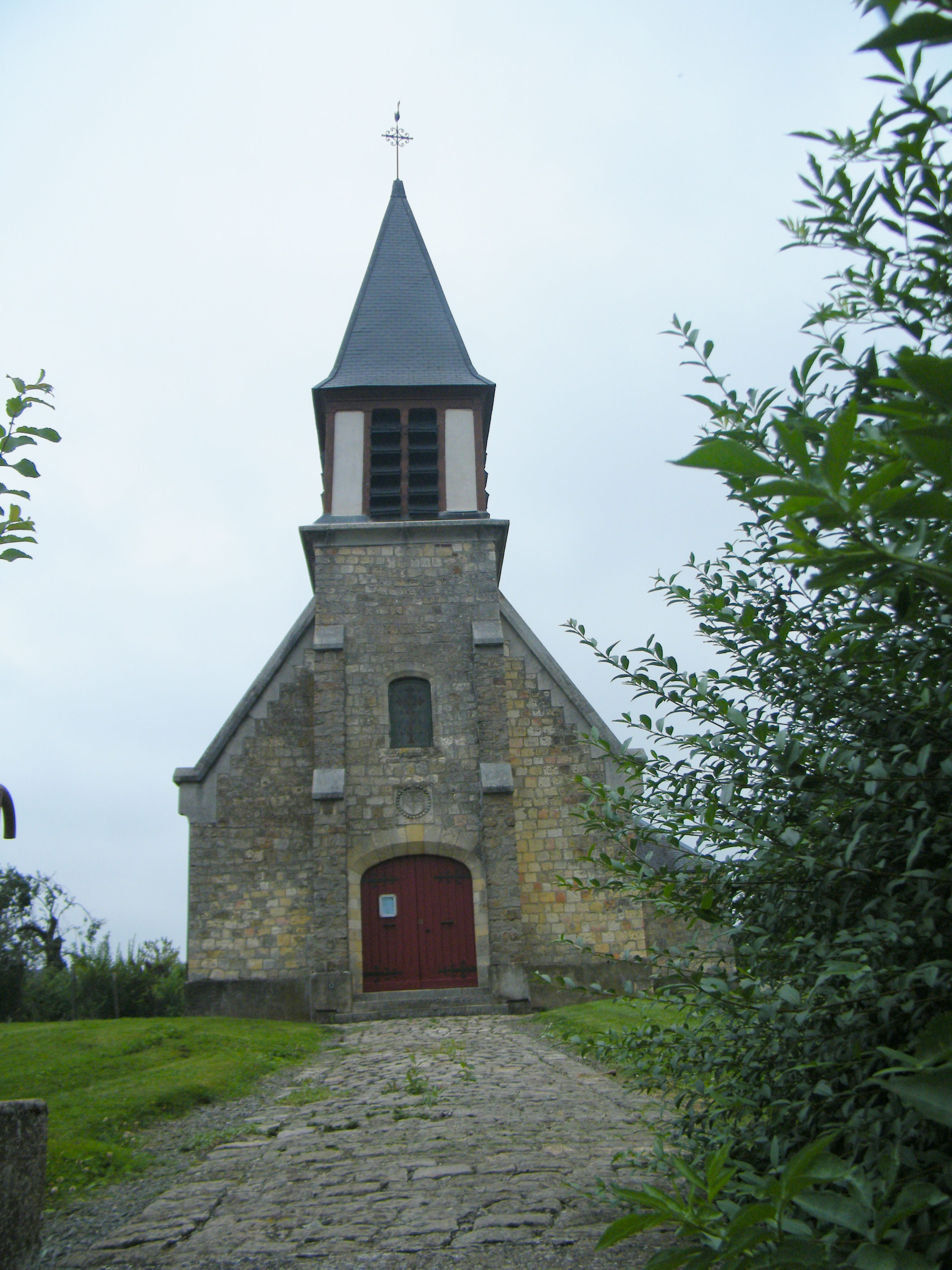
Façade de l'église

### Personnalités liées à la commune
- Jean d'Humières, commandeur d'Éterpigny, mort au siège de Péronne de 1536[réf. nécessaire].